# 韦里耶尔德茹
韦里耶尔德茹（法語：Verrières-de-Joux，法語發音：[vɛʁjɛʁ də ʒu]）是法国杜省的一个市镇，位于该省南部，和瑞士接壤，属于蓬塔利耶区。

## 地理
韦里耶尔德茹（46°53'48"N, 6°26'57"E）面积10.15 平方千米，位于法国勃艮第-弗朗什-孔泰大區杜省，该省份为法国东部内陆省份，北起上索恩省，西接汝拉省，东部及东南部与瑞士接壤，东北部与贝尔福地区省接壤。
与韦里耶尔德茹接壤的市镇（或旧市镇、城区）包括：蓬塔利耶、拉克吕斯和米茹、莱富尔。

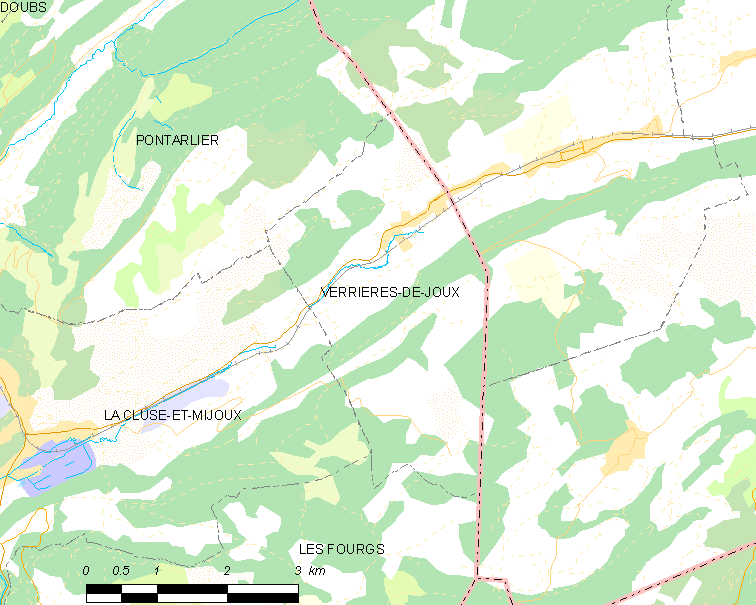
韦里耶尔德茹的OSM定位图

韦里耶尔德茹的时区为UTC+01:00、UTC+02:00（夏令时）。

## 行政
韦里耶尔德茹的邮政编码为25300，INSEE市镇编码为25609。

## 政治
韦里耶尔德茹所属的省级选区为蓬塔利耶县。

## 人口

1962-2008年间韦里耶尔德茹人口变化图示

韦里耶尔德茹于2022年1月1日时的人口数量为472人。

## 交通
杜省省道D67B线经过境内，和瑞士纳沙泰尔州州道10号线对接。